# Laurent Ulrich
Laurent Bernard Marie Ulrich (ur. 7 września 1951 w Dijon) – francuski duchowny katolicki, arcybiskup Chambéry w latach 2000–2008, arcybiskup Lille w latach 2008–2022, arcybiskup Paryża od 2022.

## Życiorys
Święcenia kapłańskie otrzymał 2 grudnia 1979 z rąk Alberta Florenta Augustina Decourtraya i został inkardynowany do diecezji Dijon. Po kilkuletnim stażu duszpasterskim w Beaune został w 1985 mianowany wikariuszem biskupim ds. formacji stałej oraz posług sakramentalnych i liturgicznych. Rok później został także wikariuszem ds. świeckich i zakonników zaangażowanych w duszpasterstwo, zaś w 1988 został wychowawcą kilku roczników seminaryjnych. W 1990 został wikariuszem generalnym diecezji.

### Episkopat
6 czerwca 2000 papież Jan Paweł II mianował go arcybiskupem metropolitą Chambéry. Sakry biskupiej udzielił mu kard. Louis-Marie Billé.
1 lutego 2008 papież Benedykt XVI mianował go arcybiskupem ad personam i biskupem diecezji Lille. 29 marca 2008, wraz z wyniesieniem diecezji Lille do rangi archidiecezji i utworzeniu metropolii Lille, został jej metropolitą. Ingres do katedry w Lille odbył 30 marca 2008. 
W latach 2007–2013 pełnił funkcję wiceprzewodniczącego Konferencji Episkopatu Francji.
26 kwietnia 2022 roku papież Franciszek przeniósł go na urząd arcybiskupa metropolity paryskiego. 23 maja 2022 objął kanonicznie diecezję w kościele św. Sulpicjusza. 
7 grudnia 2024 roku dokonał ponownego otwarcia katedry Notre Dame w Paryżu, odnowionej po pożarze w 2019.